# 徐家汇体育公园
徐家汇体育公园是位於中華人民共和國上海市徐匯區徐家汇的一個公園。佔地面積35.96公頃，总建筑面积25万平方米，分為南北两大部分，北面為「有氧公園」，南面為運動公園。已有的上海体育场、上海体育馆、上海游泳馆、东亚大厦也被納入徐家匯體育公園。徐家汇体育公园新建40片羽毛球场、30片乒乓球场、3片网球场以及壁球、击剑、体操、健身房、3片5人制足球场，3片7人制足球场、4片标准篮球场，8片3对3篮球场、健身跑道。徐家汇体育公园的运营主体為久事体育。
2016年，上海提出“徐家汇体育公园”整体改造构想。2017年，HPP建筑事务所贏得徐家汇体育公园的规划、建筑、景观、室内设计与改造服务權。同年9月時該公園已動工建設。2022年2月1日，徐家汇体育公园部分试运营，同時新建的综合馆“万体汇”對外開放。万体汇东西两端连接地铁1号线和4号线的上海体育馆站以及11号线的上海游泳馆站。